# Хабигхорст
Хабигхорст (њем. Habighorst) општина је у њемачкој савезној држави Доња Саксонија. Једно је од 24 општинска средишта округа Целе. Према процјени из 2010. у општини је живјело 784 становника. Посједује регионалну шифру (AGS) 3351011.

## Географски и демографски подаци
Хабигхорст се налази у савезној држави Доња Саксонија у округу Целе. Општина се налази на надморској висини од 61 метра. Површина општине износи 15,8 km². У самом мјесту је, према процјени из 2010. године, живјело 784 становника. Просјечна густина становништва износи 49 становника/km².